# Trực chuẩn
Trong đại số tuyến tính, hai vectơ trong một không gian tích trong là trực chuẩn nếu chúng trực giao (hay vuông góc) và đều là vectơ đơn vị. Một tập hợp vectơ tạo thành một tập hợp trực chuẩn nếu tất cả vectơ trong tập hợp trực giao và tất cả đều có độ dài bằng đơn vị. Một tập hợp trực chuẩn tạo thành một cơ sở được gọi là cơ sở trực chuẩn.

## Tổng quan
Việc xây dựng tính trực giao của vectơ được thúc đẩy bởi mong muốn mở rộng trực quan khái niệm về sự vuông góc của các vectơ cho các không gian có chiều cao hơn. Trong mặt phẳng Descartes, hai vectơ được gọi là vuông góc nếu góc giữa chúng là 90° (tức là nếu chúng tạo thành một góc vuông). Định nghĩa này có thể được hình thức hóa trong không gian Descartes bằng khái niệm tích vô hướng và xác định rằng hai vectơ trong mặt phẳng là trực giao nếu tích vô hướng của chúng bằng 0.
Tương tự, việc xây dựng khái niệm chuẩn của một vectơ được thúc đẩy bởi mong muốn mở rộng trực quan khái niệm về độ dài của một vectơ cho các không gian có số chiều cao hơn. Trong không gian Descartes, chuẩn của một vectơ là căn bậc hai của tích vô hướng của vectơ đó với chính nó. Tức là,
{\displaystyle \|\mathbf {x} \|={\sqrt {\mathbf {x} \cdot \mathbf {x} }}}
Nhiều kết quả quan trọng trong đại số tuyến tính liên quan tới tập hợp hai hay nhiều các vectơ trực giao. Nhưng thường xuyên, sẽ dễ dàng hơn nếu ta xử lý với các vectơ có chiều dài bằng đơn vị. Tức là, sẽ đơn giản hơn nếu chỉ xét các vectơ với chuẩn bằng 1. Việc giới hạn các cặp vectơ trực giao về các vectơ có độ dài đơn vị là đủ quan trọng để có tên gọi riêng. Hai vectơ vừa trực giao và có độ dài 1 được gọi là trực chuẩn.

### Ví dụ đơn giản
Một cặp vectơ trong không gian Euclid 2D sẽ trông như thế nào?
Cho u = (x1, y1) và v = (x2, y2). Xét các ràng buộc trên x1, x2, y1, y2 để làm u và v trở thành một cặp trực chuẩn.
- Theo điều kiện trực giao ta có u • v = 0.
- Theo điều kiện độ dài đơn vị với u, ta có ||u|| = 1.
- Theo điện kiện độ dài đơn vị với v, ta có ||v|| = 1.

Khai triển các điều kiện trên ta có hệ 3 phương trình:
1. {\displaystyle x_{1}x_{2}+y_{1}y_{2}=0\quad }
2. {\displaystyle {\sqrt {{x_{1}}^{2}+{y_{1}}^{2}}}=1}
3. {\displaystyle {\sqrt {{x_{2}}^{2}+{y_{2}}^{2}}}=1}

Đổi từ hệ tọa độ Descartes sang tọa độ cực, và xét các phương trình {\displaystyle (2)} và {\displaystyle (3)} thu được ngay kết quả r1 = r2 = 1. Nói cách khác, yêu cầu các vectơ phải có độ dài đơn vị ràng buộc các vectơ phải nằm trên đường tròn đơn vị.
Sau khi thế, phương trình {\displaystyle (1)} trở thành {\displaystyle \cos \theta _{1}\cos \theta _{2}+\sin \theta _{1}\sin \theta _{2}=0}. Biến đổi để có {\displaystyle \tan \theta _{1}=-\cot \theta _{2}}. Sử dụng đẳng thức lượng giác chuyển đổi cotang để có
{\displaystyle \tan(\theta _{1})=\tan \left(\theta _{2}+{\tfrac {\pi }{2}}\right)}
{\displaystyle \Rightarrow \theta _{1}=\theta _{2}+{\tfrac {\pi }{2}}}
Rõ ràng trong mặt phẳng, các vectơ trực chuẩn đơn giản là các bán kính của đường tròn đơn vị cách nhau các góc bằng 90°.

## Định nghĩa
Cho {\displaystyle {\mathcal {V}}} là một không gian tích trong. Một tập hợp các vectơ
{\displaystyle \left\{u_{1},u_{2},\ldots ,u_{n},\ldots \right\}\in {\mathcal {V}}}
được gọi là trực chuẩn khi và chỉ khi
{\displaystyle \forall i,j:\langle u_{i},u_{j}\rangle =\delta _{ij}}
trong đó {\displaystyle \delta _{ij}\,} là ký hiệu delta Kronecker và {\displaystyle \langle \cdot ,\cdot \rangle } là tích trong xác định trên {\displaystyle {\mathcal {V}}}.

## Tầm quan trọng
Bản thân các tập hợp trực chuẩn không có tầm quan trọng đặc biệt. Tuy nhiên, chúng có một số tính chất khiến chúng trở thành nền tảng trong việc khám phá các khái niệm như tính chéo hóa được của một số toán tử nhất định trên không gian vectơ

### Các tính chất
Các tập hợp trực chuẩn có một số tính chất thú vị, khiến việc thực hiện tính toán với chúng dễ dàng hơn.
- Định lý. Nếu {e1, e2,...,en} là một bộ các vectơ trực chuẩn thì

{\displaystyle \forall {\textbf {a}}:=[a_{1},\cdots ,a_{n}];\ ||a_{1}{\textbf {e}}_{1}+a_{2}{\textbf {e}}_{2}+\cdots +a_{n}{\textbf {e}}_{n}||^{2}=|a_{1}|^{2}+|a_{2}|^{2}+\cdots +|a_{n}|^{2}}
- Định lý. Mỗi bộ các vectơ trực chuẩn là độc lập tuyến tính.

### Sự tồn tại
- Định lý Gram-Schmidt. Nếu {v1, v2,...,vn} là một bộ các vectơ độc lập tuyến tính thuộc một không gian tích trong {\displaystyle {\mathcal {V}}} thì tồn tạo một bộ vectơ trực chuẩn {e1, e2,...,en} trong {\displaystyle {\mathcal {V}}} sao cho span(e1, e2,...,en) = span(v1, v2,...,vn).

Chứng minh cho định lý Gram-Schmidt mang tính xây dựng và có thể xem chi tiết tại bài này. Định lý Gram-Schmidt, cùng với tiên đề chọn, đảm bảo rằng mọi không gian vectơ có một cơ sở trực chuẩn. Đây có lẽ là việc sử dụng quan trọng nhất của sự trực chuẩn, bởi vì điều này cho phép xét các toán tử trên không gian tích trong dựa vào tác động của chúng lên các vectơ cơ sở trực chuẩn. Ta có kết quả là một mối liên hệ chặt chẽ giữa tính chéo hóa được của một toán tử và cách mà nó tác động lên các vectơ cơ sở trực chuẩn. Liên hệ này được thể hiện bởi định lý spectral.

## Một số ví dụ

### Cơ sở chính tắc
Cơ sở chính tắc của một không gian tọa độ Fn là
| {e1, e2,...,en} where | e1 = (1, 0,..., 0)      |
|                       | e2 = (0, 1,..., 0)      |
|                       | {\displaystyle \vdots } |
|                       | en = (0, 0,..., 1)      |
Bất kỳ hai vectơ ei, ej trong đó i≠j là trực chuẩn, và tất cả các vectơ hiển nhiên đều có độ dài đơn vị. Vì thế {e1, e2,...,en} tạo thành một hệ cơ sở trực chuẩn.

### Hàm số giá trị thực
Khi nói đến sự trực chuẩn của các hàm giá trị thực, tích trong L² thường được giả định, trừ khi được khẳng định là khác từ trước. Hai hàm {\displaystyle \phi (x)} và {\displaystyle \psi (x)} trực chuẩn trên đoạn {\displaystyle [a,b]} nếu
{\displaystyle (1)\quad \langle \phi (x),\psi (x)\rangle =\int _{a}^{b}\phi (x)\psi (x)dx=0,\quad {\rm {and}}}
{\displaystyle (2)\quad ||\phi (x)||_{2}=||\psi (x)||_{2}=\left[\int _{a}^{b}|\phi (x)|^{2}dx\right]^{\frac {1}{2}}=\left[\int _{a}^{b}|\psi (x)|^{2}dx\right]^{\frac {1}{2}}=1.}

### Chuỗi Fourier
Chuỗi Fourier là một phương pháp biểu diễn một hàm tuần hoàn theo các hàm cơ sở hình sin. Lấy C[−π,π] là không gian các hàm liên tục có giá trị thực trên đoạn  [−π,π] và tích trong là
{\displaystyle \langle f,g\rangle =\int _{-\pi }^{\pi }f(x)g(x)dx}
Có thể chứng tỏ rằng
{\displaystyle \left\{{\frac {1}{\sqrt {2\pi }}},{\frac {\sin(x)}{\sqrt {\pi }}},{\frac {\sin(2x)}{\sqrt {\pi }}},\ldots ,{\frac {\sin(nx)}{\sqrt {\pi }}},{\frac {\cos(x)}{\sqrt {\pi }}},{\frac {\cos(2x)}{\sqrt {\pi }}},\ldots ,{\frac {\cos(nx)}{\sqrt {\pi }}}\right\},\quad n\in \mathbb {N} }
tạo thành một tập trực chuẩn.
Tuy nhiên, điều này không có nhiều hệ quả, bởi không gian C[−π,π] là vô hạn chiều, và một tập hữu hạn không thể sinh nó. Tuy nhiên, bỏ đi ràng buộc rằng n là hữu hạn khiến cho tập trở nên trù mật trên C[−π,π] và do đó là một cơ sở trực chuẩn của C[−π,π].